# Carlos Mario Alzate Urquijo
Carlos Mario Alzate Urquijo (Medellín; 26 de septiembre de 1961) (referenciado algunas veces como Luis Carlos Alzate Urquijo) alias El Arete o El Rey. Es un ex-criminal colombiano, ex-sicario del Cartel de Medellín, al servicio de Los Extraditables.
Es conocido por haber participado en el atentado narcoterrorista contra un avión de Avianca el 27 de noviembre de 1989, el atentado del teatro Lioli, el ataque con carro bomba que ocurrió el 21 de enero de 1993 en Bogotá y en el atentado al edificio del DAS el 6 de diciembre de 1989, bajo órdenes del capo colombiano del narcotráfico Pablo Emilio Escobar Gaviria.

## Familia
Según El Tiempo, Alzate era una de las personas más cercanas y leales al capo Pablo Escobar. Alzate Urquijo era hijo de Catalina Urquijo, su hermana Ligia quien luego se casaría con el hermano de Pablo Escobar, Roberto Escobar Gaviria. Alzate Urquijo no es hermano de Laura y Nicolás Escobar Urquijo, hijos de Roberto Escobar Gaviria y Ligia Urquijo.

## Trayectoria criminal
Como miembro del grupo de sicarios del Cartel de Medellín, "El Arete" estuvo bajo el mando de Jhon Jairo Arias, alias Pinina", y estuvo asociado a otro notables sicarios como Dandenis Muñoz Mosquera, alias "La Quica", John Jairo Velazquez, "Popeye"; Samuel Gallego Jalletti, alias “Fetuso” ,  Brances Muñoz, "Tyson", Juan Carlos Aguilar Gallego, "El Mugre" y Víctor Granada, "El Zarco". El grupo de sicarios estuvo notablemente involucrado en cientos de asesinatos selectivos en Colombia, incluyendo miembros de la Policía Nacional de Colombia. Alzate Urquijo lideraba su propia subagrupación de sicarios con base en el barrio Buenos Aires de Medellín con su lugarteniente, Leonardo Rivera Rincón, alias "Leo". Según alias "Popeye", Alzate Urquijo habría estado involucrado junto a él en más de 300 asesinatos.
El 17 de febrero de 1993, Alzate Uriquijo se rindió ante las autoridades colombianas en Medellín, luego de un brutal enfrentamiento en contra de la organización Los Pepes que intensificaron ataques contra estructuras del Cartel de Medellín y a la vez aliados con el Bloque de Búsqueda del Gobierno colombiano. Alzate fue internado en el pabellón de máxima seguridad de la Penitenciaría Nacional de Itagüí ya que las autoridades le bucaban por su presunta participación en el asesinato de los hermanos Moncada y Galeano, también miembros del Cartel de Medellín que habrían sido asesinados por pujas internas. Luego fue enviado a la cárcel de La Picota en Bogotá donde empezó negociaciones con la Fiscalía General de la Nación.
Alzate Uriquijo aseguró ser el responsable del diseño del plan del atentado contra el avión de Avianca en 1989, y afirmó que buscaban asesinar al dirigente del Partido Liberal colombiano, César Gaviria Trujillo. Sin embargo, sería alias "La Quica" quien terminaría pagando una pena en Estados Unidos por el atentado. Además, Alzate Urquijo se autoincriminó en el ataque contra el edificio del DAS y otros 49 asesinatos junto a 358 tentativas de homicidio. Según El Espectador, Alzate Urquijo se habría autoincriminado para recibir beneficios judiciales al colaborar con la justicia colombiana. A pesar de su "confesión" en varios ataques y asesinatos, su testimonio fue despreciado por las cortes de Estados Unidos en el caso del atentado terrorista contra el avión de Avianca que se llevaba a cabo contra alias "La Quica". De las 110 víctimas que murieron en el ataque contra el avión, dos eran ciudadanos estadounidenses, por lo que se abrió un expediente en dicho país.
El entonces fiscal general de Colombia, Gustavo de Greiff, envió una carta al juez de Nueva York en el caso de alias "La Quica" en la que le afirmaba que "La Quica" no era responsable del atentado basándose en la "confesión" de Alzate. Sin embargo un testigo desvirtuó la versión de Alzate Urquijo sobre su actuación en el atentado, por lo que la Fiscalía luego se enfocó contra los hermanos Carlos y Fidel Castaño Gil bajo sospecha de haber sido los autores intelectuales. Debido a la intromisión del fiscal de Greiff en el caso estadounidense, Estados Unidos envió una protesta formal a la cancillería colombiana.

## Vida en la clandestinidad
El 27 de noviembre de 2001, Alzate Urquijo fue liberado, pero al salir de su centro de reclusión fue atacado por sicarios que lo hirieron con dos disparos en el cuello, por lo que las autoridades se vieron en la obligación de brindarle protección y anonimato. Según reporte del diario colombiano El Tiempo, Alzate Urquijo habría adquirido una nueva identidad y se habría establecido como residente en la ciudad de Barcelona (España).

## Filmografía
Entre 2009 y 2012, en la serie de televisión colombiana Escobar, el patrón del mal, producida por Caracol Televisión, el actor Julián Caicedo interpretó al personaje alias «El Candonga», basado en Carlos Mario Alzate Urquijo.
En 2013 fue interpretado por el actor Federico Rivera en la serie Tres Caínes con el alias de «El anillo».
En 2016 fue interpretado por el actor Pedro Calvo (Ankita) en la telenovela Bloque de Búsqueda con el alias de «El Joyita» basado en Carlos Mario Alzate Urquijo.